# Liste des maires de Split
Le maire de la ville de Split (croate : Gradonačelnik Grada Splita), familièrement le Poteštat (dérivé de « podestà »), est le plus haut fonctionnaire de la ville croate de Split. De 1990 à 2007, le maire est élu par l'assemblée de la ville. Depuis 2007, les maires croates sont élus directement par les citoyens. La première élection de ce type a eu lieu en 2009.

## Liste
Voici la liste des 65 hommes qui ont jusqu'à présent servi en tant que maire (ou président du conseil de la ville) de la ville de Split. Ils ont été immédiatement précédée par la succession de podestà (ville de « princes » ou les « gouverneurs », kneževi) sous la république de Venise. Ces derniers ont été familièrement connu sous le nom « poteštati », et généralement aussi occupé le poste de Capitaine de la Ville. Le terme « poteštat » est depuis resté local, traditionnel terme pour le maire.

### Royaume d'Italie
Voir aussi : Royaume d'Italie (1805-1814)
      Indépendant
| No. | Maire | Maire        | Naissance et décès | Durée du mandat | Durée du mandat | Parti       | Note |
| --- | ----- | ------------ | ------------------ | --------------- | --------------- | ----------- | --- |
| 1   |       | Jakov Cindro |                    | 1806            | 1809            | Indépendant | Précédé par le dernier Podestà vénitien (et capitaine de la Ville) Nicolo Barozzi, qui a été supprimé en 1797. Démissionne au milieu des conflits politiques en 1809. |

### Empire français
Voir aussi : Provinces illyriennes
| No. | Maire | Maire         | Naissance et décès | Durée du mandat | Durée du mandat | Parti       | Note                              |
| --- | ----- | ------------- | ------------------ | --------------- | --------------- | ----------- | --------------------------------- |
| N/A |       | Petar Alberti |                    | 1809            | 1810            | Indépendant | Maire suppléant. Premier mandat.  |
| N/A |       | Antun Sarti   |                    | 1810            | 1810            | Indépendant | Maire suppléant.                  |
| N/A |       | Nikola Ivulić |                    | 1810            | 1810            | Indépendant | Maire suppléant.                  |
| N/A |       | Petar Alberti |                    | 1810            | 1811            | Indépendant | Maire suppléant. Deuxième mandat. |
| 2   |       | Josip Cindro  |                    | 1811            | 1813            | Indépendant |                                   |

### Autriche
(juin 2016).
| No. | Maire          | Maire                          | Naissance et décès | Durée du mandat | Durée du mandat | Parti                     | Note |
| --- | -------------- | ------------------------------ | ------------------ | --------------- | --------------- | ------------------------- | --- |
| 3   |                | Karlo Lanza                    | 1778–1834          | 1813            | 1814            |                           | |
| 4   |                | Petar Nutrizio Grisogono       |                    | 1814            | 1818            | Parti autonomiste         | |
| 5   |                | Petar Cambi                    |                    | 1818            | 1823            | Parti autonomiste         | |
| 6   |                | Leonard Kružević               |                    | 1823            | 1825            | Parti autonomiste         | |
| 7   |                | Ivan Lovro Alberti             |                    | 1825            | 1831            | Parti autonomiste         | |
| 8   |                | Leonardo Dudan                 |                    | 1832            | 1836            | Parti autonomiste         | Premier mandat. |
| 9   |                | Jerko Capogrosso               |                    | 1841            | 1844            | Parti autonomiste         | |
| 10  |                | Mihovil Tartaglia              |                    | 1845            | 1848            | Parti autonomiste         | |
| 11  |                | Leonardo Dudan                 |                    | 1848            | 1853            | Parti autonomiste         | Second mandat. |
| 12  |                | Šimun de Michieli-Vitturi (en) |                    | 1853            | 1859            | Parti autonomiste         | Presided over the start of the so-called "Split Renaissance". |
| 13  |                | Antonio Bajamonti (en)         | 1822–1891          | 1860            | 1864            | Parti autonomiste         | First term. Held longest term in office as mayor of Split: headed city government almost continuously for 20 years (1860-1880).                                            |
| 14  |                | Frano Lanza                    |                    | 1864            | 1865            | Parti autonomiste         | |
| 15  |                | Antonio Bajamonti (en)         | 1822–1891          | 1865            | 1880            | Parti autonomiste         | Second mandat. This time representing the Liberal Union coalition. The longest term in office of any Mayor of Split.                                                       |
| 16  |                | Aleksandar Nallini (en)        |                    | 1880            | 1882            | Parti autonomiste         | |
| 17  |                | Emil Ragazzini (en)            |                    | 1882            | 1882            | Parti autonomiste         | |
| 18  |                | Dujam Rendić-Miočević          | 1834–1915          | 1882            | 1885            | Parti du peuple           | Resigned due to conflict with Gajo Filomen Bulat. |
| 19  | Gajo Bulat     | Gajo Bulat (en)                | 1836–1900          | 1885            | 1893            | Parti du peuple           | |
| 20  |                | Ivan Manger                    |                    | 1893            | 1897            |                           | |
| 21  |                | Petar Katalinić                | 1844–1922          | 1897            | 1899            |                           | Premier maire de la famille Katalinic. |
| 22  |                | Vinko Milić                    | 1833–1910          | 1900            | 1906            |                           | |
| 23  | Ante Trumbić   | Ante Trumbić                   | 1864–1938          | 1906            | 1907            | Parti croate              | |
| 24  |                | Vicko Mihaljević               | 1861–1911          | 1907            | 1911            |                           | Served as the inspiration for the mayor character in the Velo Misto series by Miljenko Smoje.                                                                              |
| 25  |                | Vicko Katalinić                | 1857–1917          | 1911            | 1912            |                           | Premier mandat. Second mayor from the Katalinić family. |
| 26  |                | Teodor Šporn                   |                    | 1912            | 1913            |                           | Premier mandat. |
| 27  |                | Vicko Katalinić                | 1857–1917          | 1913            | 1914            |                           | Second mandat. |
| 28  |                | Frane Madirazza                |                    | 1914            | 1917            |                           | |
| 29  |                | Vicko Nišetić                  |                    | 1917            | 1917            |                           | |
| 30  |                | Teodor Šporn                   |                    | 1917            | 1918            |                           | Second mandat. |
| 31  | Josip Smodlaka | Josip Smodlaka (en)            | 1869–1956          | 1918            | 1918            | Croatian Democratic Party | First term. Previously a member of the Imperial Council of the Austrian Empire. Later became a member of the NKOJ and the first foreign minister of the second Yugoslavia. |

### Royaume de Yougoslavie
| No. | Maire         | Maire                | Naissance et décès | Durée du mandat | Durée du mandat | Parti                     | Note |
| --- | ------------- | -------------------- | ------------------ | --------------- | --------------- | ------------------------- | --- |
| 32  | Ivo Tartaglia | Ivo Tartaglia (en)   | 1880–1949          | 1918            | 1928            |                           | Son mandat a duré 10 ans.Sa vaste collection d'art a formé le cœur des expositions de la future la Galerie des Beaux-Arts à Split. |
| 33  |               | Petar Bonetti        |                    | 1928            | 1928            |                           | |
| 34  |               | Josip Berković       | 1885–1968          | 1928            | 1929            |                           | |
| 35  |               | Jakša Račić (en)     | 1868–1943          | 1929            | 1933            | Parti national yougoslave | Médecin, il a été chef du sanatorium de la ville.Il a modernisé les services médicaux de la ville; a commencé le reboisement de la colline de Marjan. De l'ethnie Croate, il a été membre du mouvement Chetnik pendant la Seconde Guerre mondiale. Il a été exécuté par les partisans dalmates. |
| 36  |               | Mihovil Kargotić     |                    | 1933            | 1938            |                           | |
| 37  |               | Mirko Buić           |                    | 1938            | 1938            |                           | |
| 38  |               | Vlado Matošić        |                    | 1938            | 1939            | Union radicale yougoslave | |
| 39  |               | Ivan Zlatko Vrdoljak |                    | 1939            | 1939            |                           | |
| 40  |               | Stjepan Spalatin     |                    | 1939            | 1940            |                           | |
| 41  |               | Josip Brkić          | 1887–1959          | 1940            | 1941            | Parti paysan croate       | |

### Seconde Guerre mondiale
(juin 2016).
| No.                                                  | Maire          | Maire                | Naissance et décès | Durée du mandat | Durée du mandat | Parti                   | Note                                                                                             |
| ---------------------------------------------------- | -------------- | -------------------- | ------------------ | --------------- | --------------- | ----------------------- | ------------------------------------------------------------------------------------------------ |
| Civile Des Commissaires Occupation italienne 1941-43 |                |                      |                    |                 |                 |                         |                                                                                                  |
| N/A                                                  | Bruno Nardelli | Bruno Nardelli       |                    | Avril 1941      | 28 avril 1941   | Parti national fasciste |                                                                                                  |
| N/A                                                  |                | Antonio Tacconi (en) | 1880-1962          | 28 avril 1941   | 1943            | Parti national fasciste | Commissaire civile (maire) pour Split après l'annexion formelle de la ville à l'Italie fasciste. |

| No.                                                                                        | Maire          | Maire               | Naissance et décès | Durée du mandat  | Durée du mandat  | Parti                                         | Note |
| ------------------------------------------------------------------------------------------ | -------------- | ------------------- | ------------------ | ---------------- | ---------------- | --------------------------------------------- | --- |
| Presidents of the National Liberation Committee Wartime resistance city government 1942-47 |                |                     |                    |                  |                  |                                               | |
| 42                                                                                         |                | Ivo Amulić (en)     |                    | 6 avril 1942     | 15 mai 1942      | Unitary National Liberation Front (coalition) | |
| 43                                                                                         |                | Ivo Tijardović      | 1895–1976          | 15 mai 1942      | Juillet 1943     | Unitary National Liberation Front (coalition) | |
| 44                                                                                         | Josip Smodlaka | Josip Smodlaka (en) | 1869–1956          | Septembre 1943   | Octobre 1943     | Unitary National Liberation Front (coalition) | Second mandat. Previously a member of the Imperial Council of the Austrian Empire. Later became a member of the NKOJ and the first foreign minister of the second Yugoslavia. |
| 45                                                                                         |                | Petar Vitezica (en) |                    | Octobre 1943     | Mai 1944         | Unitary National Liberation Front (coalition) | |
| 46                                                                                         |                | Umberto Fabris (en) |                    | Mai 1944         | 25 novembre 1944 | Unitary National Liberation Front (coalition) | |
| 47                                                                                         |                | Ante Mrduljaš (en)  |                    | 25 novembre 1944 | 25 juin 1947     | Ligue des communistes de Yougoslavie          | |

### Fédération de Yougoslavie

L'actuel blason de Split est une modification de celle-ci introduit lors de la Yougoslave période, qui, à son tour, est basée sur l'époque Médiévale (XIVe siècle) bras

(juin 2016).
| No. | Maire | Maire              | Naissance et décès | Durée du mandat | Durée du mandat | Parti                                                  | Note |
| --- | ----- | ------------------ | ------------------ | --------------- | --------------- | ------------------------------------------------------ | --- |
| 48  |       | Marko Šore         |                    | 1947            | 1947            | Ligue des communistes de Yougoslavie                   | |
| 49  |       | Ivo Raić           |                    | 1947            | 1949            | Ligue des communistes de Yougoslavie                   | |
| 50  |       | Paško Ninčević     |                    | 1949            | 1952            | Ligue des communistes de Yougoslavie (renamed in 1952) | |
| 51  |       | Ivo Senjanović     |                    | 1952            | 1955            | Ligue des communistes de Yougoslavie (renamed)         | |
| 52  |       | Rade Dumanić       | 1918–2008          | 1955            | 1963            | Ligue des communistes de Yougoslavie                   | Presided over the start of large-scale urbanization and expansion of the city.                                                            |
| 53  |       | Ante Zelić         |                    | 1963            | 1965            | Ligue des communistes de Yougoslavie                   | Paved the road network on Marjan hill. |
| 54  |       | Ivo Perišin (en)   | 1925–2008          | 1965            | 1967            | Ligue des communistes de Yougoslavie                   | Also at one time held the positions of Premier ministre de Croatie, et Président de la République de Croatie (Chef de l'État) of Croatia. |
| 55  |       | Jakša Miličić      | 1926–              | 1967            | 1974            | Ligue des communistes de Yougoslavie                   | Presided over major urban expansion projects and the construction of the Split 3 district.                                                |
| 56  |       | Vjekoslav Vidjak   |                    | 1974            | 1982            | Ligue des communistes de Yougoslavie                   | Presided, along with Ante Skataretiko, over the organization and preparations for the 1979 Mediterranean Games in Split.                  |
| 57  |       | Dragutin Matošić   |                    | 1982            | 1983            | Ligue des communistes de Yougoslavie                   | |
| 58  |       | Ante Kovač         |                    | 1983            | 1984            | Ligue des communistes de Yougoslavie                   | |
| 59  |       | Božidar Papić      |                    | 1985            | 1986            | Ligue des communistes de Yougoslavie                   | |
| 60  |       | Drago Urličić      |                    | 1986            | 1987            | Ligue des communistes de Yougoslavie                   | |
| 61  |       | Gordana Kosanović  |                    | 1987            | 1990            | Ligue des communistes de Yougoslavie                   | |
| 62  |       | Onesin Cvitan (en) | 1939–              | 1990            | 1991            | Union démocratique croate                              | |
| 62  | 1990  | Onesin Cvitan (en) | 1939–              |                 |                 | Union démocratique croate                              | |

### Depuis l'indépendance
Parti social-démocrate (2)
 Union démocratique croate (4)
 Parti social-libéral croate (1)
 Parti libéral (1)
 Parti civique croate (en) (1)
 Indépendant
| N° | Maire            | Maire                       | Naissance et décès | Durée du mandat — Élection | Durée du mandat — Élection | Parti                       | Note |
| -- | ---------------- | --------------------------- | ------------------ | -------------------------- | -------------------------- | --------------------------- | --- |
| 63 | Petar Slapničar  | Petar Slapničar             | 1932–              | 1991                       | 1993                       | Union démocratique croate   | |
| 63 | Petar Slapničar  | Petar Slapničar             | 1932–              | —                          |                            | Union démocratique croate   | |
|    | Nikola Grabić    | Nikola Grabić               | 1938–              | 1993                       | 1997                       | Parti social-libéral croate | A changé de parti politique à mi-mandat. |
| 64 | Nikola Grabić    | Nikola Grabić               | 1938–              | —                          | —                          | Union démocratique croate   | A changé de parti politique à mi-mandat. |
| 65 | Ivan Škarić      | Ivan Škarić                 | 1944–              | 1997                       | 2001                       | Parti social-libéral croate | Élu au Parlement croate en 2003. |
| 65 | Ivan Škarić      | Ivan Škarić                 | 1944–              | —                          |                            | Parti social-libéral croate | Élu au Parlement croate en 2003. |
| 66 | Slobodan Beroš   | Slobodan Beroš              | 1945–              | 2002                       | 2003                       | Parti social-démocrate      | |
| 66 | Slobodan Beroš   | Slobodan Beroš              | 1945–              | —                          |                            | Parti social-démocrate      | |
| 67 | Miroslav Buličić | Miroslav Buličić            | 1952–              | 2003                       | 2005                       | Parti libéral               | |
| 67 | Miroslav Buličić | Miroslav Buličić            | 1952–              | —                          |                            | Parti libéral               | |
| 68 | Zvonimir Puljić  | Zvonimir Puljić             | 1947–2009          | 2005                       | 2007                       | Union démocratique croate   | A démissionné après des accrochages avec la Liste Velo Misto, partenaire de coalition. |
| 68 | Zvonimir Puljić  | Zvonimir Puljić             | 1947–2009          | 2005                       |                            | Union démocratique croate   | A démissionné après des accrochages avec la Liste Velo Misto, partenaire de coalition. |
| 69 | Ivan Kuret       | Ivan Kuret (en)             | 1971–              | 17 juillet 2007            | 1er juin 2009              | Union démocratique croate   | Suite du mandat précédent ; nommé après démission de son prédécesseur. |
| 69 | Ivan Kuret       | Ivan Kuret (en)             | 1971–              | —                          |                            | Union démocratique croate   | Suite du mandat précédent ; nommé après démission de son prédécesseur. |
|    | Željko Kerum     | Željko Kerum (en)           | 1960–              | 1er juin 2009              | 7 juin 2013                | Indépendant                 | Candidat à l'élection en tant qu'indépendant. Après l'élection, a fondé le Parti civique croate (en) (HGS). Élu membre du Parlement en 2011 (candidat en coalition avec l'Union démocratique croate). |
| 70 | Željko Kerum     | Željko Kerum (en)           | 1960–              | 2009                       | 2009                       | Parti civique croate (en)   | Candidat à l'élection en tant qu'indépendant. Après l'élection, a fondé le Parti civique croate (en) (HGS). Élu membre du Parlement en 2011 (candidat en coalition avec l'Union démocratique croate). |
| 71 | Ivo Baldasar     | Ivo Baldasar (en)           | 1958–              | 7 juin 2013                | 2017                       | Parti social-démocrate      | |
| 71 | Ivo Baldasar     | Ivo Baldasar (en)           | 1958–              | 2013                       |                            | Parti social-démocrate      | |
| 72 |                  | Andro Krstulović Opara (en) | 1967–              | 2017                       | 2021                       | Union démocratique croate   | |
| 72 | 2017             | Andro Krstulović Opara (en) | 1967–              |                            |                            | Union démocratique croate   | |
| 73 |                  | Ivica Puljak (en)           | 1969–              | 2021                       | en cours                   | Centre/Pametno (hr)         | |
| 73 | 2021, 2022       | Ivica Puljak (en)           | 1969–              |                            |                            | Centre/Pametno (hr)         | |